# 인스트럭터
인스트럭터는 야구에서 정규 코치가 아닌 임시적으로 맡은 야구 코치를 가르키는 단어이다.

## 설명
인스트럭터에는 한 야구단의 감독이 중간에 사퇴하거나 경질되었을 경우에 감독의 역할을 잠깐 대신하는 감독 대행도 포함된다. 인스트럭터는 한 야구단의 감독이나 코치 등이 갑작스럽게 사퇴하거나 경질이 되어 그 분야에 공백이 생길 경우에 임시적으로 감독이나 코치를 맡는 사람이며 인스트럭터를 맡은 사람이 시즌이 끝날 때까지 야구단을 잘 이끌면 정식 감독이나 코치로 승진되기도 한다. 야구단에서는 감독이나 코치가 갑작스럽게 사퇴하는 일들을 대비하기 위해 항상 이러한 감독 대행직이나 임시 코치진을 대행할 사람들이 존재한다.

## 같이 보기
- 야구 코치
- 플레잉코치
- 야구